# 阿寒湖温泉
阿寒湖温泉（あかんこおんせん）は、北海道釧路市阿寒町阿寒湖温泉にある温泉である。阿寒湖畔に温泉街が形成されている。本項では町名である阿寒町阿寒湖温泉についても記載する。

## 泉質
阿寒湖温泉の源泉は14ある。
- 単純温泉、硫黄泉など
  - 源泉温度 50 - 80°C
  - 弱アルカリ性 - アルカリ性
  - 無色透明、黄褐色

## 温泉街
阿寒湖の南側、国道240号と阿寒湖に挟まれた区域に温泉街が広がり観光の拠点となっている。
宿泊施設は、団体対応の大型ホテルのほか、比較的低廉な宿から高級旅館まであり、さまざまな客層に対応する。手湯や足湯が設置されている。手湯は阿寒湖温泉が発祥であるとされ、2カ所の手湯が設けられている。なお、1957年から地元のホテル経営者らが出資する阿寒温泉土地が共同浴場「まりも湯」を運営していたが、管理人の不在や建物の老朽化で休業が続き、2019年12月からの休業ののち2021年10月に廃業した。阿寒温泉土地では跡地に新たな足湯施設を整備して2022年4月末から利用を開始することにしている。
温泉街の西端には道内最大のアイヌコタンがあり、土産物店や、飲食店などが並ぶ。アイヌコタンに隣接して「阿寒アイヌシアターイコロ」や「ニタイトー森と湖の芸術館」、「アイヌ生活記念館」も整備されている。ムックリを用いたアイヌの音楽やアイヌ古式舞踊等のショーも開催されている。温泉街の中には、無料巡回バス「まりむ号」が運行されており、各ホテル、ビジターセンター、アイヌコタンなどを結んでいる。温泉街の湖畔には遊歩道が整備されており、遊歩道沿いの埠頭からは遊覧船も運行されている。阿寒湖のチュウルイ島には「マリモ展示観察センター」があり、遊覧船や高速艇でアクセスできる。
阿寒湖で漁獲されたヒメマスやワカサギをはじめとする淡水魚や、ウチダザリガニ（レイクロブスターとも）などを使った料理が名物となっている。

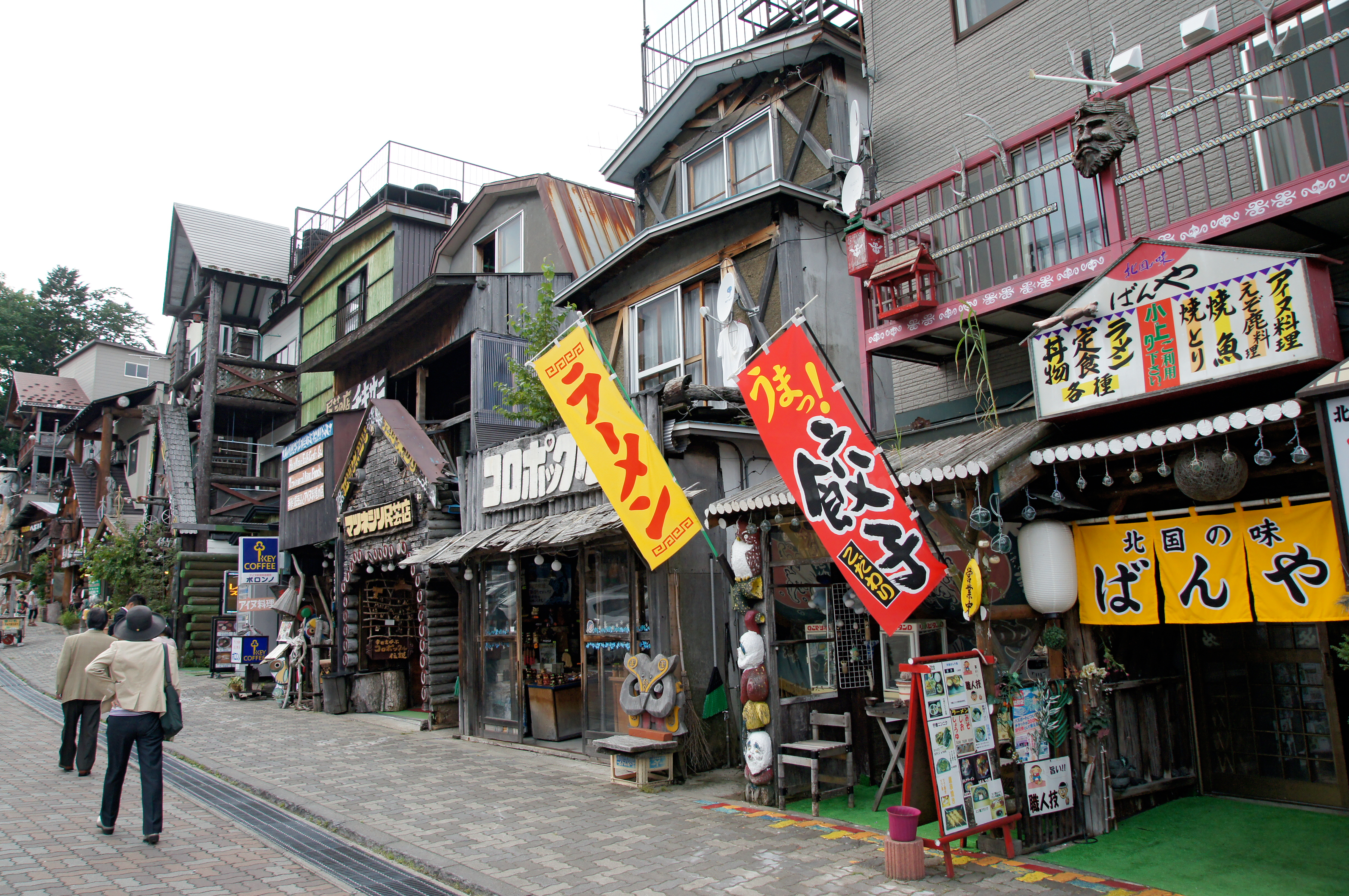
アイヌコタン
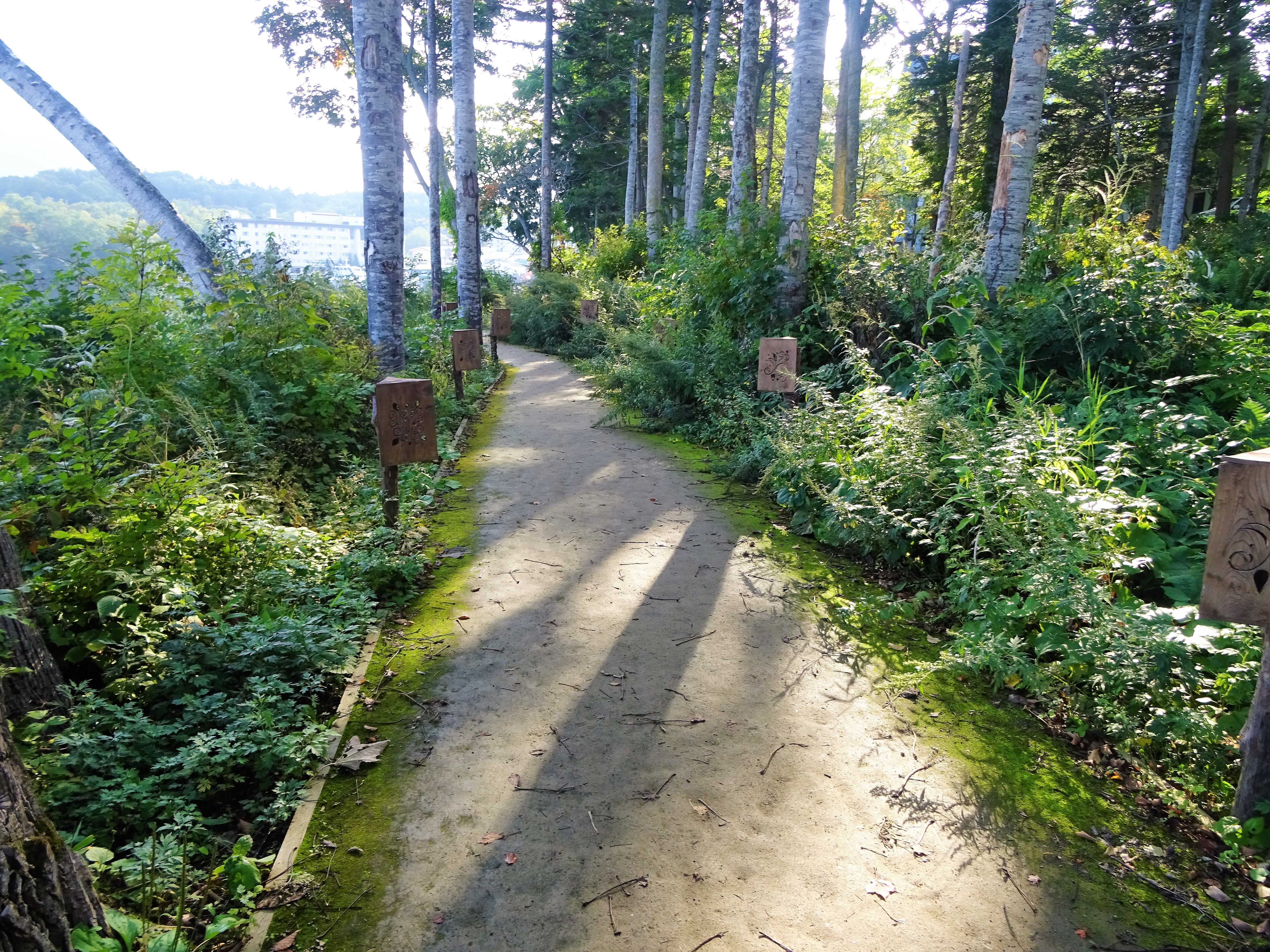
温泉街の湖畔遊歩道

## 歴史
1859年（安政4年）に松浦武四郎が同地を訪れた時には既にシアンヌ部落のアイヌの人々が同温泉を利用していたといわれる。阿寒湖畔への和人の移住は1893年（明治26年）からでヒメマスの採卵、孵化を目的として移住した。1897年（明治30年）頃には雌阿寒岳の硫黄採掘関係者が移住している。
阿寒湖畔で最も古い温泉旅館は1902年（明治35年）に山浦政吉がこの地に経営した駅逓に浴槽を設けたものである。これは後に山浦旅館（現在の鶴雅リゾート花ゆう香）となる。また、1912年（明治45年）3月には1909年（明治42年）に国有未開地の払い下げを受けた前田正名が温泉旅館を開設している。1934年（昭和9年）に阿寒湖が国立公園に指定されると旅館は数軒に増えたが、1950年（昭和25年）頃までは道路事情の悪さもあり、数件の旅館が夏季に営業しているのみであった。しかし1960年代の観光ブームで泉源開発などが行われ、次第に温泉街が形成された。
かつての住所表記は阿寒町阿寒湖畔、シアンヌ・シュリコマベツ（シリコマベツとも）であった が、1975年（昭和50年）より阿寒町阿寒湖温泉の住所表記がみられる。
2009年、北海道を舞台の一部とした中国のラブコメディ映画『狙った恋の落とし方。』のヒットにより、中国人観光客が急増した。

## 入湯税
阿寒湖温泉は2002年（平成14年）の169.5万人をピークとして観光入込客数が減少し、2013年（平成25年）度には96.7万人とピーク時からおよそ4割減少した。そこで同年、阿寒湖温泉旅館組合は臨時総会で入湯税引き上げを決議し、同組合の事務局を務める阿寒観光協会まちづくり推進機構は独自財源研究会を設立して、公益財団法人日本交通公社観光政策研究部と共同で入湯税に関するアンケート調査を、阿寒湖温泉来訪者に対して実施した。その結果、来訪者が（阿寒湖温泉に対し）金銭面で協力することについて、「使途が明確になっていれば、積極的に協力したい」（50.7%）、「これからは地元だけではなく、来訪客も積極的に協力したい」（18.5%）という前向きな回答が寄せられ、入湯税の追加負担額として「151 - 200円」（30.1%）、「101 - 150円」（21.6%）が多く挙げられた。
この調査結果を踏まえ、阿寒湖温泉は釧路市に対し超過課税を要望し、市は2015年（平成27年）度からの10年間の期限付きで入湯税を250円（100円上乗せ）とすることを議決した。先のアンケートで「使途が明確になっていれば」という回答が過半数を超えたことを踏まえ、上乗せ徴収分は「釧路市観光振興臨時基金」として積み立て、使途を観光振興に限定し、市と地域団体との間で事業をすり合わせた上で、補助金として拠出することになった。
入湯税の超過課税による宿泊者数の減少も懸念されたが、超過課税実施前の2014年（平成26年）度と実施後の2016年（平成28年）度を比較すると、宿泊者数は129万人から145万人（1.12倍）、入湯税収入は108百万円から157百万円（1.45倍）に増加した。

## アクセス
国道沿いに「阿寒湖バスセンター（阿寒バス阿寒湖営業所）」が設置され、路線バスと都市間バスが停車する。無料送迎バスなどは施設によっては施設前で停車する。

### 路線バス
- 釧路駅・釧路空港より阿寒バス 30 阿寒線、阿寒エアポートライナー
- 摩周駅より阿寒バス「阿寒・摩周号」（夏期運行）

### 都市間バス
- 旭川市、北見市より「サンライズ号」（道北バス、北海道北見バス、阿寒バスの共同運行）。

### 送迎バス等

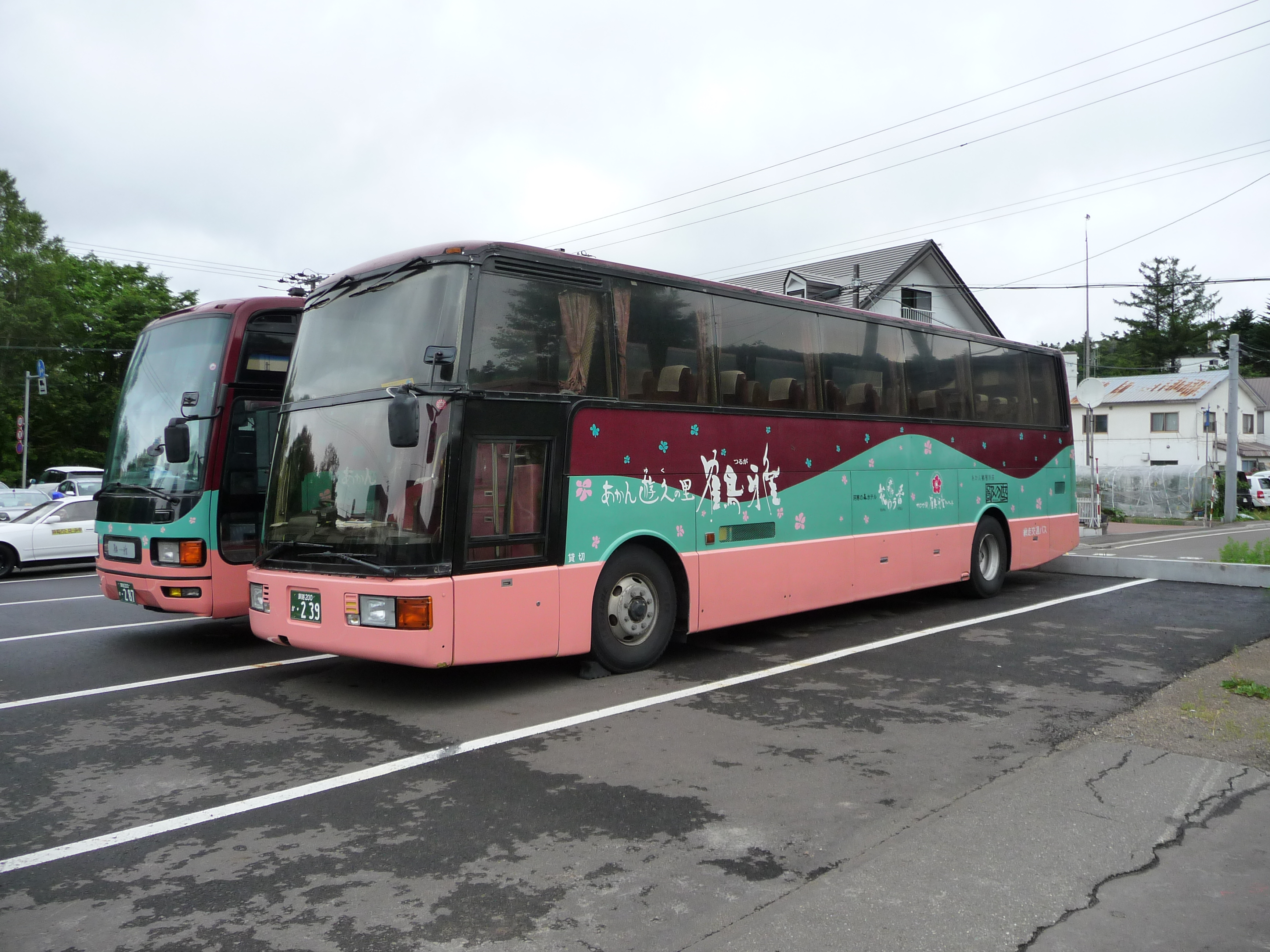
鶴雅グループの送迎バス

道東地区地方自治体およびホテルにおいて組織している一般社団法人ひがし北海道自然美への道DMOが、冬季間に限り道東地区温泉地および空港等を結ぶ「ひがし北海道エクスプレスバス」を運行（予約制）。また、鶴雅グループが新千歳空港より「阿寒摩周エクスプレス」を運行している（エルム観光バス運行、予約制）。

### 自家用車
- 道東自動車道・足寄インターチェンジから国道241号を経由。
- 道東自動車道・阿寒インターチェンジから国道240号を経由。

## 登場作品
- 邪神ちゃんドロップキックX - 釧路市のふるさと納税を背景としたアニメオリジナルの展開として、第6話で阿寒湖・阿寒湖アイヌコタン・阿寒湖アイヌシアター「イコㇿ」が登場する[20][21]。

## 町名としての阿寒町阿寒湖温泉
阿寒町阿寒湖温泉（あかんちょうあかんこおんせん）は、北海道釧路市にある町名。1丁目 - 6丁目からなる。郵便番号は085-0467。

## 地理
釧路市街の北部、阿寒湖温泉地区に位置しており、阿寒町シュリコマベツ、阿寒町舌辛と隣接する。阿寒湖温泉の温泉街と、そこで働く従業員の住宅が広がっている。

### 湖
- 阿寒湖

## 歴史

### 地名の由来
雄阿寒岳、雌阿寒岳に名付けられたアイヌ語で不動を表す「アカン」に由来する。

### 沿革
- 1975年（昭和50年）頃 - 住所表記が阿寒湖温泉となる[9]。
- 1997年（平成9年）10月13日 - 住居表示を実施する[24]。

## 世帯数と人口
2005年（平成17年）10月11日現在の世帯数と人口は以下のとおりである。
| 町名                      | 世帯数  | 人口    |
| ------------------------- | ------- | ------- |
| 阿寒町阿寒湖温泉1 - 6丁目 | 902世帯 | 1,735人 |

## 小・中学校の学区
市立小・中学校に通う場合、学区は以下の通りとなる。
|      | 小学校・中学校             |
| ---- | -------------------------- |
| 全域 | 釧路市立阿寒湖義務教育学校 |

## 交通
- 国道240号